# 도부 다이시선
도부 철도 다이시 선(일본어: 東武大師線, とうぶだいしせん)은 도부 철도가 운영하는 철도 노선이다. 니시아라이 역과 다이시마에 역을 잇는다. 전 구간이 일본 도쿄도 아다치구에 있다.
원래 이세사키 선과 도조 본선을 잇는 철도 노선으로 계획되었으나 건설이 중단되고 이미 건설된 부분만 남은 것이다. 노선이 짧기 때문에 전량 원맨 운전을 하고 있다.

## 노선 정보
- 노선 거리: 1.0km
- 궤간: 1067mm(협궤)
- 역 수: 2
- 복선 구간: 없음 (전 구간 단선)
- 전철화 구간: 전 구간, 직류 1500V 전철화
- 보안 장치: ATS

## 역 목록
| 역 번호 | 역명       | 일어 역명 | 접속 노선           | 역간 거리 | 누적 거리 | 소재지          |
| ------- | ---------- | --------- | ------------------- | --------- | --------- | --------------- |
| TS-13   | 니시아라이 | 西新井    | 이세사키 선 (TS-13) |           | 0.0       | 도쿄도 아다치구 |
| TS-51   | 다이시마에 | 大師前    |                     | 1.0       | 1.0       | 도쿄도 아다치구 |